# Perl
Perl är ett skriptspråk skapat av Larry Wall 1987. Då Wall är utbildad lingvist har Perl, liksom naturliga språk, mindre inriktning på struktur och mer på flexibilitet. Perls motto är Det finns mer än ett sätt att göra det på (eng.: "There's more than one way to do it", eller TIMTOWTDI; uttalas 'Tim Toady'). Som exempel har Perl syntaxstöd för att implementera program procedurellt, objektorienterat och till och med visst stöd för funktionell programmering. Perl är ett generellt språk och kan användas till det mesta, men det har vunnit sin största popularitet för CGI-utveckling och systemadministration. En av Perls viktigaste egenskaper är den integration reguljära uttryck har i språket. Till skillnad från andra språk, där reguljära uttryck normalt implementeras med hjälp av funktioner och klasser man kan använda sig av, är "regex" direkt tillgängligt för programmeraren som en del av språkets syntax.
Perl är fri mjukvara och distribueras under antingen GNU General Public License eller Artistic License. Det finns tillgängligt för de flesta plattformar och operativsystem; bland annat GNU/Linux, FreeBSD, Mac OS X och Microsoft Windows. Perl har ett stort arkiv med tilläggsbibliotek (moduler) kallat CPAN, där utvecklare kan få tag på färdigskriven kod för många vanliga sysslor.

## Perl 6
Perl 6 är nästa generation av Perl. Specifikationen för Perl 6 utarbetas ännu, men redan idag finns det ett antal delimplementationer, varav Rakudo är den mest kompletta. I anslutning till Perl 6 utvecklas den virtuella maskinen Parrot, specialiserad för att hantera dynamiska språk.

## Programexempel
Följande programexempel skriver textraden Hello world till terminalen.
```
 
#!/usr/bin/perl

 
print
 
"Hello world\n"
;

```

I följande exempel demonstreras en enkel användning av ett reguljärt uttryck.
```
 
#!/usr/bin/perl

 
my
 
$var
 
=
 
'wikimedia'
;

 
$var
 
=~
 
s/^wikimedia$/wikipedia/
;

 
print
 
"$var\n"
;
 
# "wikipedia\n";

```